# Стара Кузня (Опольське воєводство)
Стара Кузня (пол. Stara Kuźnia, нім. Klein Althammer) — село в Польщі, у гміні Берава Кендзежинсько-Козельського повіту Опольського воєводства.
Населення — 631 особа (2011).

## Демографія
Демографічна структура станом на 31 березня 2011 року:
|          | Загалом | Допрацездатний вік | Працездатний вік | Постпрацездатний вік |
| -------- | ------- | ------------------ | ---------------- | -------------------- |
| Чоловіки | 310     | 66                 | 198              | 46                   |
| Жінки    | 321     | 47                 | 199              | 75                   |
| Разом    | 631     | 113                | 397              | 121                  |